# HMS Olympus (N35)
L'HMS Olympus (pennant number N35) è stato un sottomarino della classe Odin, entrato in servizio nel 1930.
Ha servito dal 1931 al 1939 nelle basi navali inglesi situate in Cina e dal 1939 al 1940 a Colombo, nello Sri Lanka. Nel 1940 venne trasferito nel Mediterraneo e fu affondato da una mina navale al largo di Malta nel maggio 1942.

## Servizio
L'Olympus, all'inizio della sua vita operativa, venne impiegato nell'oceano Pacifico occidentale e nell'oceano Indiano: dal 1931 al 1939 fece parte della 4ª flotta stanziata nelle basi inglesi presenti in Cina (Singapore, Hong Kong e Weihai) e dal 1939 al 1940 fu a servizio con l'8ª flotta, a Colombo, in Sri Lanka.
Dopo diverse esercitazioni eseguite nell'oceano indiano venne trasferito nel mar Mediterraneo nel 1940. Fu danneggiato il 7 luglio 1940 quando fu bombardato da aerei italiani mentre era in banchina a Malta. Venne riparato e tornò ad essere operativo il 29 novembre 1940.
Durante il suo servizio nel mediterraneo l'Olympus avvistò e fece fuoco a diverse navi: il 23 luglio 1941, nei pressi di Ischia, sparò due siluri alla nave passeggeri Città di Trieste, entrambi non andarono a segno; il 28 luglio 1941 silurò ed affondò la nave Monteponi al largo delle coste di Posada, ma il giorno successivo venne danneggiato da un aereo da caccia italiano e fu costretto a separarsi dal suo battaglione per dirigersi a Gibilterra, dove arrivò il 2 agosto e venne riparato.
Una volta ritornato in servizio, il 9 novembre 1941 attaccò la nave mercantile italiana Mauro Croce, al comando del comandante Cesare Rosasco, sparando diversi siluri ma mancando il bersaglio.
L'8 maggio 1942 l'Olympus colpì una mina navale e affondò al largo di Malta: il sottomarino era carico di uomini provenienti dai sottomarini Pandora, P36 e P39, che erano stati affondati durante i raid aerei tedeschi, e aveva appena lasciato l'isola per il dirigersi a Gibilterra. Su 98 persone a bordo solo 9 sono sopravvissute.

## Scoperta del relitto
Malgrado una squadra di subacquei proveniente da Malta e Regno Unito avesse affermato di aver scoperto il relitto nel 2008, il suo ritrovamento non è stato confermato fino a quando una squadra dell'Aurora Trust Foundation ha ufficializzato la scoperta del relitto nel 2011 e ha catturato diverse immagini tramite un sottomarino a comando remoto. Il relitto si trova in posizione verticale a 115 metri d'acqua di profondità ed è in gran parte intatto.
Le autorità di Malta hanno confermato l'accaduto il 10 gennaio 2012.

## Comandanti
Di seguito è riportato l'elenco degli ufficiali che hanno comandato l'HMS Olympus durante il suo servizio nel mediterraneo:
| Comandante                            | Da          | A            |
| ------------------------------------- | ----------- | ------------ |
| Cdr. Hugh Valentine King              | 15 Set 1937 | 25 Gen 1940  |
| Lt. Cdr. Herbert George Dymott        | 25 Gen 1940 | 20 Ago 1941  |
| Lt. Cdr. Francis Nelson Blois Johnson | 20 Ago 1941 | 4 Set 1941   |
| Lt. Cdr. Herbert George Dymott        | 4 Set 1941  | 8 Mag 1942 † |